# Трубоседъёль
Трубоседъёль — река в России, протекает по территории Печорского района Республики Коми.

## География
Устье реки находится в 139 км по левому берегу реки Кожва. Длина реки составляет 20 км.

## Этимология гидронима
Гидроним происходит из языка коми, в котором труба — «колодец», «источник», «сруб» или «труба из дерева» сьӧд — «черный» и ёль — «лесная речка». Труба играет роль различительного определения, поскольку ниже по течению с левой стороны в Кожву впадает Дзӧля Сьӧдъёль («Малый черный ручей»), с правой — Ыджыд Сьӧдъёль («Большой черный ручей»), чуть ниже просто Сьӧдъёль.

## Данные водного реестра
По данным государственного водного реестра России относится к Двинско-Печорскому бассейновому округу, водохозяйственный участок реки — Печора от водомерного поста у посёлка Шердино до впадения реки Уса, речной подбассейн реки — бассейны притоков Печоры до впадения Усы. Речной бассейн реки — Печора.
Код объекта в государственном водном реестре — 03050100212103000063894.